# Anogcodes versicolor
Anogcodes versicolor là một loài bọ cánh cứng trong họ Oedemeridae. Loài này được Chevrolat miêu tả khoa học năm 1873.